# Ruth Weiss
Ruth Weiss (1928-2020) fue una poeta nacida en Alemania, intérprete, dramaturga y artista que fijó su hogar y su carrera en los Estados Unidos como miembro de la Beat Generation, una etiqueta que recientemente ha abrazado y que los historiadores utilizan con frecuencia para detallar su vida y sus obras. Weiss escribía su nombre en minúsculas, como una protesta simbólica contra la "ley y el orden", ya que en su lugar de nacimiento, Alemania, todos los nombres se escriben con mayúscula.

## Biografía
Ruth Weiss nació 1928 en Alemania antes del estallido de la Segunda Guerra Mundial. Su familia de origen judío escapó del régimen nazi en el último tren a Austria con el fin de huir a los Estados Unidos.  De ciudadanía austriaca hizo carrera como artista, dramaturga y poeta en los Estados Unidos como miembro del Bate Generación. Dejó de utilizar las mayúsculas para distanciarse de su lengua materna por lo que es conocida como "ruth weiss".
Nació en un clima de confusión política, dentro de una familia judía en Berlín durante el nazismo, por lo que durante su niñez estuvo muy presente el hecho de tener que huir de  casa con sus padres. En 1939, ella y su familia llegan a la Ciudad de Nueva York y de allí  a Chicago dónde comenzó a estudiar el graduado. En 1946 volvió a Alemania junto a sus padres que trabajaban para el Ejército de Ocupación.  Weiss estudió en Suiza circunstancia que la llevó a tener mucho tiempo para la escritura habilidad que le serviría de mucho para la escena American Bohemian Beat .
Volvió junto a sus padres a los Estados Unidos en 1948 y en 1949 se mudó a la comunidad de vivienda para artistas  "Art Circle"  en Chicago dónde comenzó a experimentar con la poesía y el jazz. En 1952 se muda a San Francisco donde comenzó a tocar y leer poesía con músicos callejeros. En 1956 comenzó a organizar sesiones de poesía y jazz  los miércoles club "The Cellar". Poco después sintió que necesitaba un descanso de la vida de la ciudad por lo que se mudó a California  Grande Sur, lugar conocido como Bate (por la novela del mismo nombre del autor Jack Kerouac). Durante este período de su vida comenzó a publicar de forma prolífica en la revista Beatitude  una de las primeras revistas para los escritores de Beat. 
En 1952 conoció a Jack Kerouac con quién según dijo tuvo "conexión fantástica en niveles múltiples." Weiss y Kerouac comprometidos con el estilo de poesía japonesa  "Haiku" dedicaron horas junto a una botella de vino. Ocasionalmente Neal Cassady se juntaba a ellos aventurándose hacia el exterior en California a velocidades peligrosas subiendo peligrosas colinas, prosperando con la emoción del viaje y la presencia del otro.

## Principalmente se considera una "poeta del jazz"
La filosofía de weiss detrás de su trabajo incorpora varios componentes de interconexión: ser un "poeta callejero", ser un "poeta del jazz", la idea de no linealidad y fragmentación, la idea de disciplina y los "huesos" del lenguaje. Es una escritora influida por el jazz y partidaria de la oralidad, improvisa en sus recitales.
Publicó muchos poemas y antologías en los últimos años, incluyendo Full Circle, una reflexión sobre su huida de la Alemania nazi. Durante los 80s siguió actuando en vivo en North Beach y en muchos festivales de jazz y poesía, y en 2016 en el "San Francisco Beat Festival".  En 1990 Weiss ganó "Bay Area poetry Slam" con las grabaciones de su obra de poesía "Poesía y Allthatjazz".  Acreditó al jazz y al beat como el arte más influyente por sí mismo.
Su enfoque en la concisión y la disciplina se resume en su enfoque en los Haikus. Ella disfruta del haiku por la disciplina que impone al escritor y la forma en que obliga a depurar el poema solo revelando los elementos más esenciales del lenguaje inspirado en la "tradición oral". Es esta capacidad de "borrar" lo que caracteriza el trabajo de weiss y lo que ella misma encuentra más fundamental para su estilo. Weiss lo describe como la personificación del proceso por el que pasa con todo su trabajo: la idea de no linealidad, de comenzar con un núcleo y permitir que los fragmentos esenciales que se desarrollan se conviertan en la sustancia de la pieza. Explica esto en ligero de su amistad cercana y conexión artística con la poeta Madeline Gleason. Su poesía,  dice, es un rendimiento,  es algo  comunicado por la voz y cuerpo.

### Breaking the Rules of Cool
Relata una noche en 1949 mientras vivía en el Art Circle de Chicago. En esta noche, había una multitud de personas en su edificio con una sesión de jazz en la planta baja mientras Weiss estaba preocupado escribiendo en su habitación. Sin embargo, una amiga de ella hizo una visita, leyó su trabajo y le recomendó que lo bajara y se lo leyera a los músicos. Los músicos, lejos de detener su música para escuchar, escucharon mientras continuaba tocando mientras leía, y de la misma manera, weiss escuchó y se comunicó con su jazz incorporándolo en su poema. Es esa experiencia que ella reconoce como el comienzo de su "todo con el jazz y la poesía".

### Galería de Mujeres
En 1957, Weiss creó un espacio de reunión para leer y discutir las obras entre los poetas y escritores para leer y hablar sus trabajos.  Dos años después, en 1959, Weiss publicó su libro "Galería de Mujeres", un libro compuesto de poesía en honor a las poetas que más admiraba rindiéndoles homenaje pintando sus retratos a través de su poesía inspirada en el jazz. En el periodo del 60 es cuándo  empiece deletrear su nombre sólo en minúsculas.

### The Brink
Terminó su poema narrativo "The Brink" en 1960. El pintor Paul Beattie al leerlo le preguntó si podría convertirlo en un guion cinematográfico, una solicitud que ella aceptó de buena gana. En el mismo año terminó el guion y un año después tuvo lugar la filmación del largometraje bajo el mismo título incorporando "objetos encontrados" en su estilo y filosofía hacia la película. En 1996 se proyectó en el Whitney Museo el largometraje "The Brink".

### Desert Journal
El trabajo que Weiss describe como su obra maestra y su trabajo más significativo es "Desert Journal". El tema del poema es la exploración de la mente que pasa 40 días y noches en un desierto y cada día del desierto se limita a un poema de cinco páginas, cada día es su propio poema dentro del conjunto mayor. Todos los días, el tema del poema que distorsiona el género tiene una nueva área de exploración y revelación, y el poema lleva al lector a través de los altibajos, la agitación y la paz, que transversalmente el protagonista incorpóreo. Weiss comenzó a escribir este poema en 1961 pero no lo completó hasta siete años después en 1968, y publicó en 1977. Weiss describe que este poema al igual que la mayor parte de su trabajo es una pieza performance, una pieza cuyo significado puede expresar completamente solo mediante su interpretación.

## Obra
- Steps (1958)
- Gallery Of Women  (1959)
- South Pacific (1959)
- Blue in Green (1960)
- The Brink (1960) poema
- The Brink(1961) largometraje
- "LIGHT and other poems" (1976)
- Desert Journal  (1977, new edition 2012 by Trembling Pillow Press)
- Single OutI(1978)
- A new view of matter (1999)
- Full Circle (2002)
- White is all colors (2004)
- No dancing aloud (2006)
- Can't stop the beat (2011)
- Fool's journey (2012)

## Otras lecturas
- Castelao-Gómez, Isabel, and Natalia Carbajosa Palmero. “ruth weiss—‘yo ya estaba allí’: El descubrimiento de una precursora del jazz-Beat.” Female Beatness: Mujeres, género y poesía en la generación Beat. Valencia: Publicacions de la Universitat de Valencia, 2019. 269-310.
- Encarnación-Pinedo, Estíbaliz. "Más allá del Beat: memoria, mito y arte visual en las mujeres de la generación beat." Tesis. Universidad de Murcia, 2016.
- Grace, Nancy M. "ruth weiss's DESERT JOURNAL: A Modern-Beat-Pomo Performance." In Reconstructing the Beats. Ed. por Jennie Skerl. Nueva York: Palgrave MacMillan, 2004.
- Grace, Nancy M. and Ronna C. Johnson. Breaking the Rule of Cool: Interviewing and Reading Women Beat Writers. Jackson: University Press of Mississippi, 2004.
- Knight, Brenda, Anne Waldman and Ann Charters. Women of the Beat Generation: The Writers, Artists and Muses at the Heart of a Revolution. Berkeley: Conari Press, 1996.
- “ruth weiss.” Contemporary Authors Autobiography Series (CAAS) 24. Ed. Shelly Andrews. Detroit: Gale Research, 1996. 325– 353.

- Datos: Q2177800
- Multimedia: Ruth Weiss (beat poet) / Q2177800